# Lancet

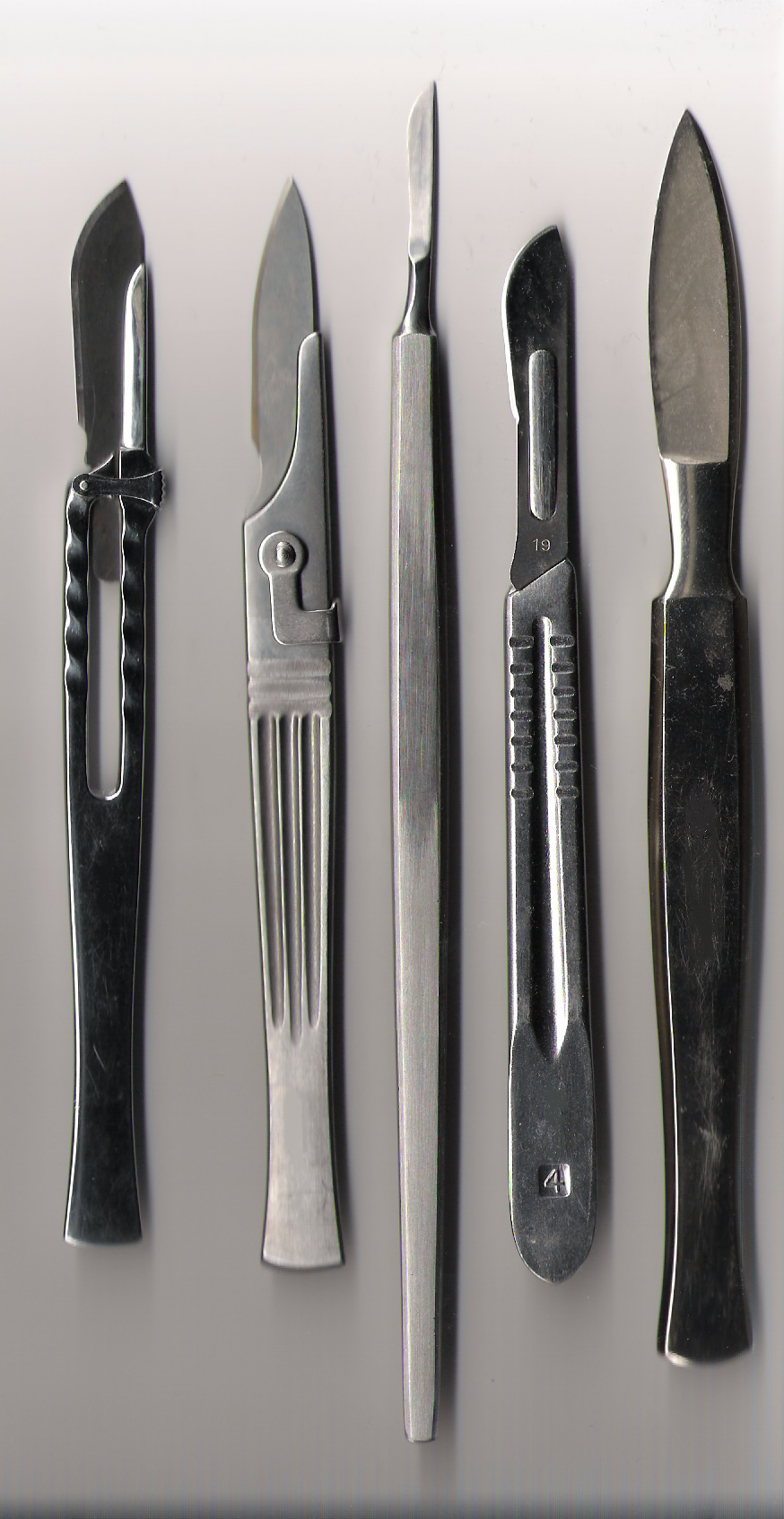
Różne typy skalpeli. Po prawej lancet

Lancet – mały nóż chirurgiczny o obustronnym ostrzu, posiadający wybrzuszenie. Stosowany jest m.in. do nacięć w celach drenażu.